# Isa Mustafa
Isa Mustafa (Pristina, 15 mei 1951) is een Kosovaars politicus. Van december 2014 tot september 2017 was hij premier van Kosovo.

## Biografie
Mustafa begon zijn politieke carrière in de jaren tachtig, toen hij zetelde in de gemeenteraad van zijn geboortestad Pristina. Van 2007 tot 2013 was Mustafa burgemeester van de Kosovaarse hoofdstad. In december 2014 werd hij benoemd tot premier van Kosovo. Hij bleef drie jaar op post.
Mustafa is getrouwd met Qevsere Mustafa en heeft drie kinderen.
- Gemeinsame Normdatei: 1168816661
- Library of Congress Control Number: n2022200683
- Virtual International Authority File: 187153954912905680005